# Misión interaliada a Polonia

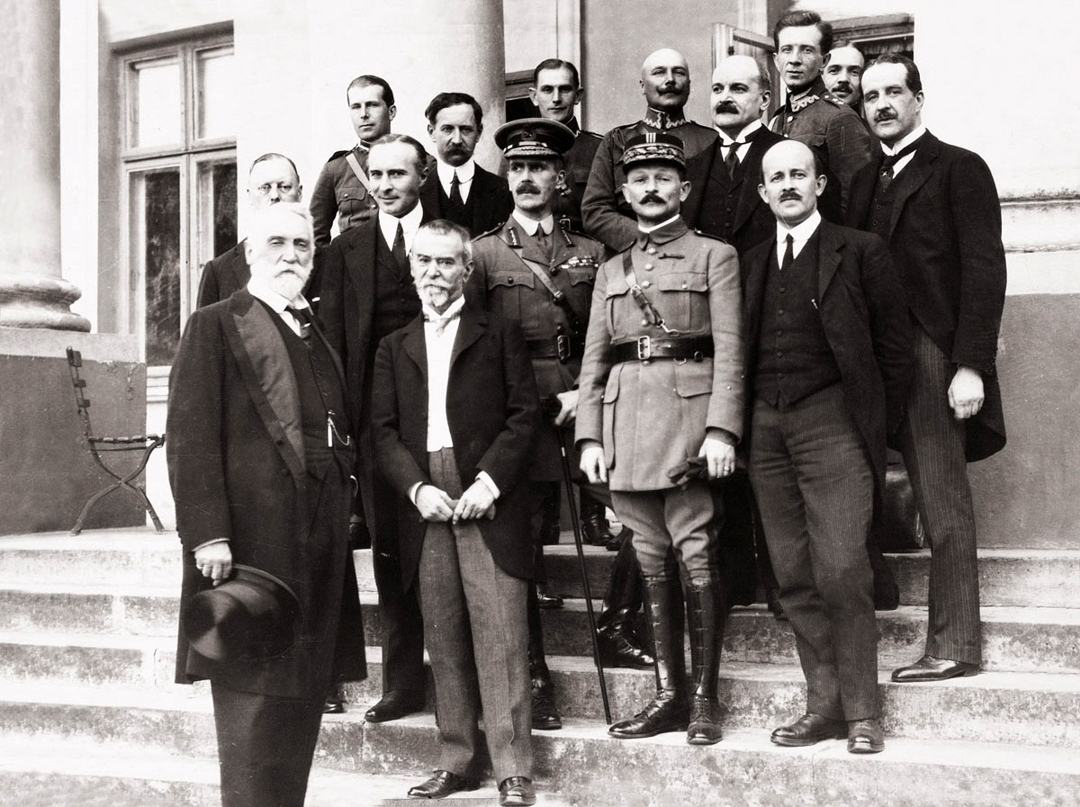
Miembros de la Misión Interaliada a Polonia (1920). Edgar Vincent D'Abernon, Jean Jules Jusserand, Maxime Weygand, Maurice Hankey

La Misión interaliada a Polonia fue una misión diplomática lanzada por David Lloyd George el 21 de julio de 1920, en el momento de mayor actividad de la guerra polaco-soviética, semanas antes de la decisiva Batalla de Varsovia. El propósito de la misión era enviar una cantidad de personajes de alto nivel del Reino Unido de Gran Bretaña e Irlanda y Francia a Polonia en un intento de influenciar la política polaca, posiblemente a través de efectuar un cambio en el gobierno.
Entre los integrantes de la misión se encontraban el diplomático francés Jean Jules Jusserand, el general Maxime Weygand, jefe de personal en formación Ferdinand Foch (comandante supremo del victorioso Triple Entente), y el diplomático británico, Lord Edgar Vincent D'Abernon. La crucial batalla de Varsovia fue ganada en los primeros días de agosto, antes de que la misión pudiera conseguir algún resultado de importancia. El único resultado tangible fue la instalación de Weygand como consejero del Estado Mayor polaco, donde su rol era insignificante.  Sin embargo, poco después de la batalla y por varias razones políticas, un mito aseguraba que Weygand fue el autor de la victoria polaca en la Batalla de Varsovia.